# Josephine Tewson
Josephine Ann Tewson, född 26 februari 1931 i Hampstead i London, död 18 augusti 2022 i Northwood i Hillingdon, London, var en brittisk skådespelerska, mest känd för sin medverkan i den brittiska TV-serien Skenet bedrar (1990–1995) där hon spelar den hysteriskt nervösa grannfrun Elizabeth Warden.